# Alex Higgins
Alexander Gordon Higgins (Belfast, 18 maart 1949 – aldaar, 24 juli 2010) was een snookerspeler uit Noord-Ierland.
Higgins nam tijdens het World Snooker Championship 1972 voor het eerst deel aan het wereldkampioenschap snooker en won direct het toernooi. Zijn flamboyante stijl stond haaks op het stoffige imago van de sport. Hij kreeg de bijnaam Hurricane ('orkaan') en verwierf een status die vergelijkbaar was met die van zijn stadsgenoot George Best. Het ging hem financieel dan ook voor de wind. Evenals Best besteedde hij zijn geld vooral aan drank en feestelijkheden. Na opnieuw behaalde, maar verloren finales op het WK 1976 en WK 1980 werd Higgins op het World Snooker Championship 1982 opnieuw wereldkampioen. Met een laatste frame waarin hij de tafel met 135 punten leegspeelde, besliste hij de wedstrijd. Met betraande ogen en zijn enkele maanden oude dochter op zijn arm nam hij de beker in ontvangst.
Vervolgens dook Higgins in de Britse boulevardpers vooral op als onhandelbare alcoholist die regelmatig opstootjes veroorzaakte. Het prijzengeld dat hij in de loop der jaren over de balk smeet, wordt geschat op 3 miljoen pond. Higgins' alcoholische levensstijl leidde er aan het eind van de jaren tachtig toe dat hij niet meer op wereldniveau kon snookeren. Met diverse incidenten waarin hij scheidsrechters en andere spelers uitschold of fysiek aanviel, maakte hij zich tot persona non grata op de grote toernooien.

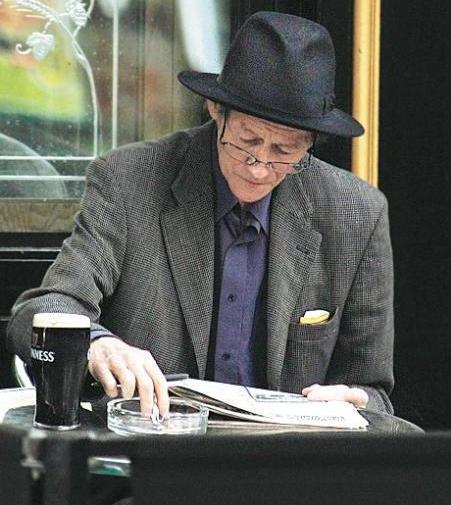
Higgins, 2008

Eind jaren negentig werd slokdarmkanker bij Higgins vastgesteld. Hij probeerde nog steeds professioneel snooker te spelen, maar schopte het tijdens toernooien niet ver. Hij voorzag gedeeltelijk in zijn inkomen door in kroegen voor geld te spelen. Higgins overleed op 61-jarige leeftijd aan de gevolgen van keelkanker, een ziekte die in 1998 bij hem werd geconstateerd. In 1994 en 1996 waren al kankergezwellen uit zijn mond verwijderd, en hoewel artsen hem hadden aangeraden te stoppen met drinken en roken, volgde hij deze adviezen niet op.
Joe Davis · Walter Donaldson · Fred Davis · Horace Lindrum · John Pulman · John Spencer · Ray Reardon · Alex Higgins · Terry Griffiths · Cliff Thorburn · Steve Davis · Dennis Taylor · Joe Johnson · Stephen Hendry · John Parrott · Ken Doherty · John Higgins · Mark Williams · Ronnie O'Sullivan · Peter Ebdon · Shaun Murphy · Graeme Dott · Neil Robertson · Mark Selby · Stuart Bingham · Judd Trump · Luca Brecel · Kyren Wilson · Zhao Xintong